# Palau vid världsmästerskapen i simsport 2022
Palau tävlade vid världsmästerskapen i simsport 2022 i Budapest i Ungern mellan den 17 juni och 3 juli 2022. Palau hade en trupp på tre idrottare.

## Simning
Herrar
| Idrottare          | Gren               | Heat    | Heat      | Semifinal        | Semifinal        | Final            | Final            |
| Idrottare          | Gren               | Tid     | Placering | Tid              | Placering        | Tid              | Placering        |
| ------------------ | ------------------ | ------- | --------- | ---------------- | ---------------- | ---------------- | ---------------- |
| Jion Hosei         | 50 meter bröstsim  | 34,92   | 54        | Gick inte vidare | Gick inte vidare | Gick inte vidare | Gick inte vidare |
| Jion Hosei         | 100 meter bröstsim | 1.18,51 | 60        | Gick inte vidare | Gick inte vidare | Gick inte vidare | Gick inte vidare |
| Travis Dui Sakurai | 50 meter frisim    | 26,57   | 80        | Gick inte vidare | Gick inte vidare | Gick inte vidare | Gick inte vidare |
| Travis Dui Sakurai | 100 meter frisim   | 59,63   | 93        | Gick inte vidare | Gick inte vidare | Gick inte vidare | Gick inte vidare |

Damer
| Idrottare  | Gren             | Heat    | Heat      | Semifinal        | Semifinal        | Final            | Final            |
| Idrottare  | Gren             | Tid     | Placering | Tid              | Placering        | Tid              | Placering        |
| ---------- | ---------------- | ------- | --------- | ---------------- | ---------------- | ---------------- | ---------------- |
| Yuri Hosei | 50 meter frisim  | 32,05   | 77        | Gick inte vidare | Gick inte vidare | Gick inte vidare | Gick inte vidare |
| Yuri Hosei | 100 meter frisim | 1.11,34 | 59        | Gick inte vidare | Gick inte vidare | Gick inte vidare | Gick inte vidare |